# Platan Biografen
Platan Biografen var en biograf på hjørnet af Vesterbrogade og Platanvej på Frederiksberg. Biografen eksisterede i perioden 1939-72. I dag indeholder bygningen et supermarked.

## Etablering
Ebba Heyman var indehaver af Rahbek Teatret som var en stumfilmbiograf beliggende på den anden side af Vesterbrogade. Baseret på denne biografs bevilling anlagde hun Platan Biografen som blev indviet 19. marts 1939 og dermed erstattede den eksisterende.
Bygningen er opført i Art Deco og er tegnet af Ernst Kühn, men blev ombygget 1959 af Ole Hagen ved opførelsen af boligejendommen mod Vesterbrogade. Salen havde pladser i to niveauer og var indrettet af Olaf Stær Nielsen. Selve biografsalen var placeret i en separat bygningskrop som ligger i en vinkel på 45 grader bag ved hovedhuset som har facade mod Vesterbrogade.

## Driften
I januar 1942 holdt parret Heyman nattefest i biografen, med jazzfilm og dansemusik ved Leo Mathisen, blandt deltagerne var Kai Ewans, Svend Asmussen, Freddy Albeck, Jeanne Darville og Helge Jacobsen.
I den sidste del af anden verdenskrig ramtes biografen af schalburgtage den 1. april 1944.
Den 21. marts 1945 var dagen for bombningen af Shellhuset og den ulykkelige fejlbombning af Den franske Skole. I forbindelse med redningsarbejdet indrettede kommunens socialtjeneste opsamlingssted for de husvilde efter katastrofen.
I 1964 spillede gruppen The Shakers live i forbindelse med premieren på Leif Jedigs film Mallorcas Søde Liv.
I forbindelse med ophævningen af bevillingssystemet begyndte Palladium Film at opkøbe biografer og overtog den 3. oktober 1973 Platan Biografen, som dermed kom i familie med Husum Bio og Triangel Teatret.

## Afvikling
Biografen ophørte den 28 august 1976. Siden blev der indrettet supermarked i biografens nedre del.
Siden september 2005 har bygningen været en del af Andelsboligforeningen Platanvej 32.